# Rodel- und Freizeitparadies Sankt Englmar
Koordinaten: 49° 0′ 41″ N, 12° 47′ 52″ O
Das Rodel- und Freizeitparadies Sankt Englmar (auch Rodelbahn Egidi-Buckel, Vogelwuida Sepp) ist ein 1998 eröffneter, eintrittsfreier Freizeitpark in Sankt Englmar im Bayerischen Wald. Neben kostenpflichtigen Rodel- und Achterbahnen werden teils kostenfreie Spiel- und Beschäftigungsmöglichkeiten angeboten.

## Geschichte
Nachdem ein 1967 erbauter Skilift unrentabel wurde, planten die Eigentümer des Hanggrundstücks ab 1996 den Bau einer Sommerrodelbahn. Mit Hilfe von EU-Fördergeldern konnte bis zur Eröffnung zu Pfingsten 1998 eine Zweisitzer-Wannenbobbahn, ein Imbiss und ein Spielplatz in Betrieb genommen werden. Bereits im ersten Betriebsjahr kamen 50.000 Besucher.
Da die erste Rodelbahn bei Regen nicht betrieben werden durfte, wurde 2008 eine ebenfalls zweisitzige, allerdings witterungsunabhänige Coaster-Allwetterbahn gebaut.
2015 wurde unter dem Namen „Da vogelwuide Sepp“ die mit 755 m längste Achterbahn Bayerns eröffnet.

## Achterbahnen (kostenpflichtig)
| Name              | Typ            | Hersteller   | Länge       | Höhenunterschied | Eröffnung |
| ----------------- | -------------- | ------------ | ----------- | ---------------- | --------- |
| Bayerwald Bob     | Wannenbahn     | Wiegand      | über 1000 m | 60 m             | 1998      |
| Bayerwald Coaster | Alpine Coaster | Wiegand      | über 1000 m | 60 m             | 2008      |
| Da voglwuide Sepp | Achterbahn     | Zierer Rides | 755 m       | 27 m             | 2016      |

## Weitere Angebote
Neben den Rodelbahnen und der Achterbahn stehen des Weiteren zur Verfügung:

### Kostenpflichtige Angebote
- Reifen-Wasserrutsche
- Holzkugelbahn
- Abenteuergolfplatz
- Flying-Fox-Parcours
- Elektroautobahn
- Bumper-Boote
- Bungee-Trampolin
- Biberland mit Familien-Freifallturm und Wassergondeln-Karusell (seit Mai 2021)[7]

### Kostenfreie Angebote
- Zwergerl-Bauhof
- Wasserspielplatz
- Spielscheune und Rutschenparadies
- Kühemelken
- Kletterspielplatz
- Indoor-Halle
- Abenteuerspielplatz
- 20-Meter-Aussichtsturm mit drei Rutschen
- Streichelzoo
- Schubkarrenrennen
- Motorikwiese

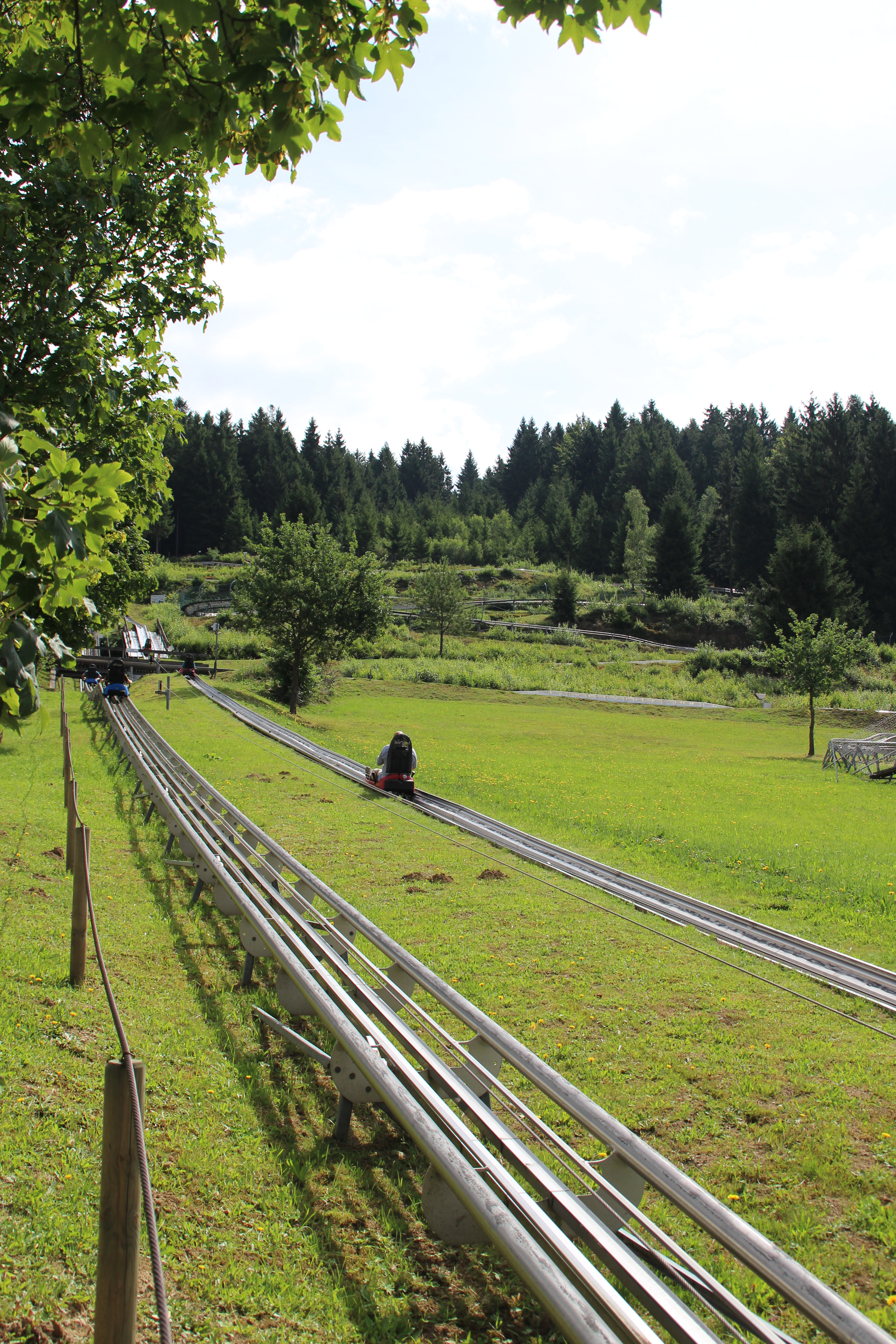
Der Bayerwald Coaster (links) und der Bayerwald Bob (rechts)
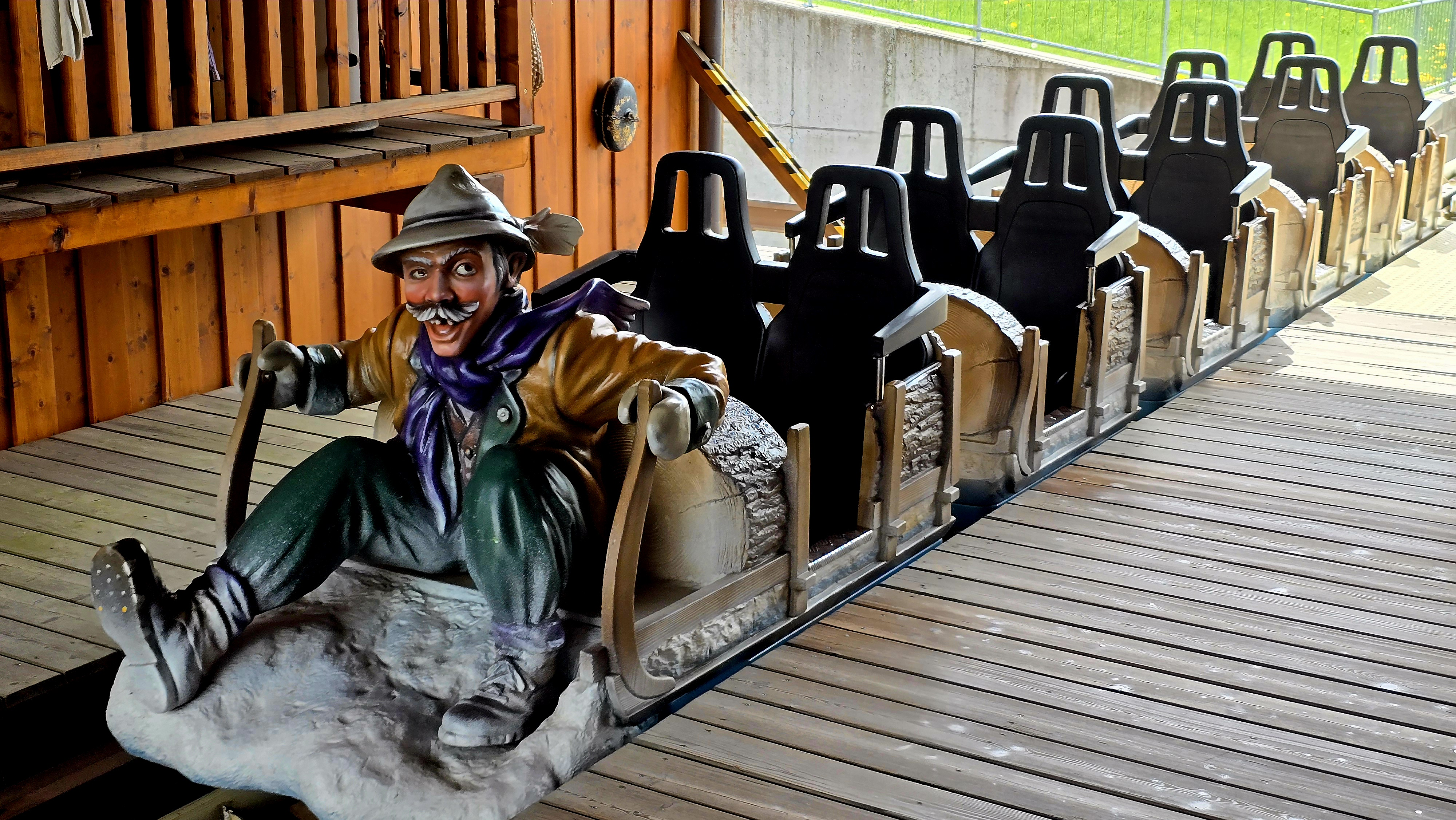
da Voglwuide Sepp
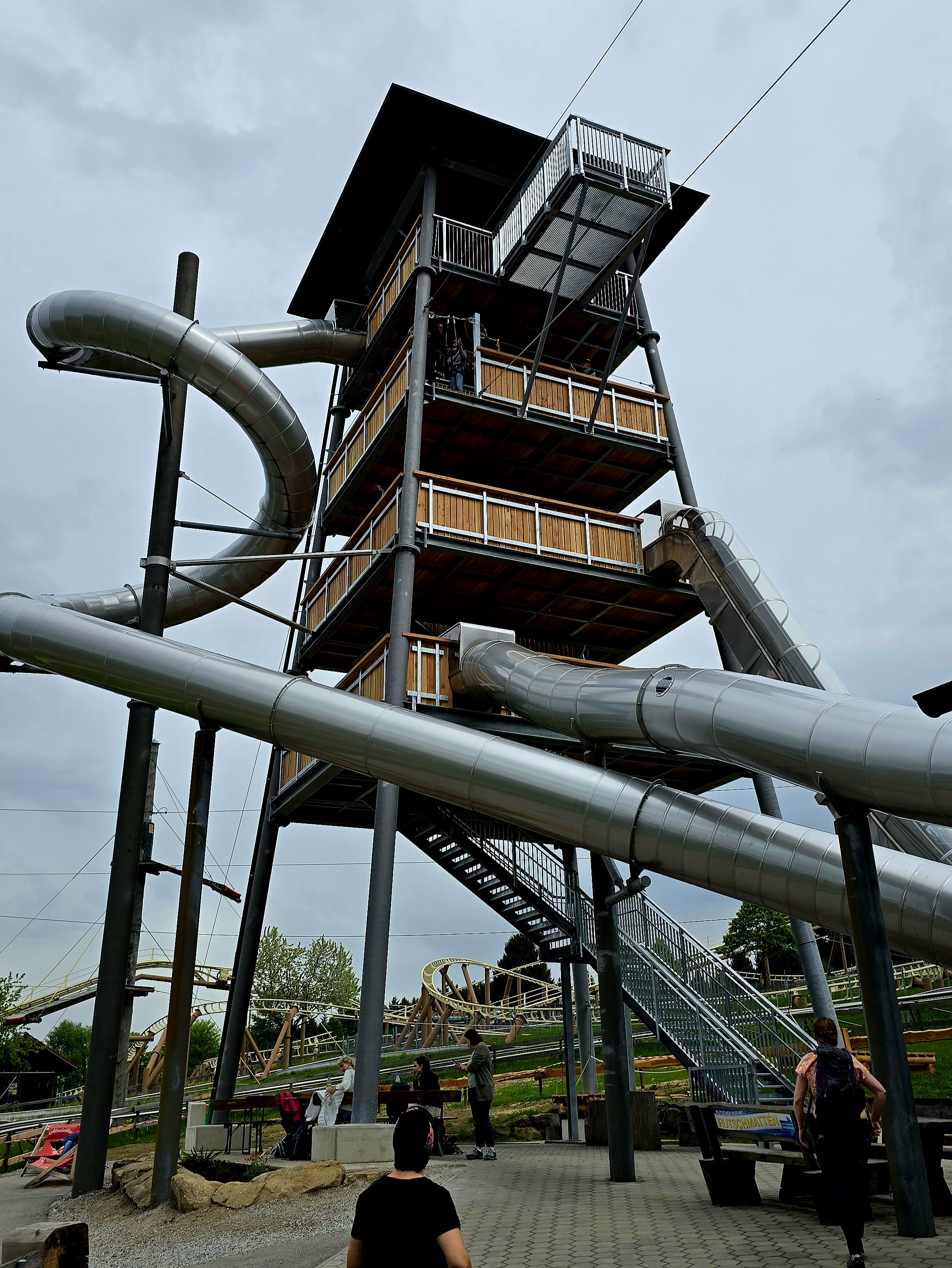
20-Meter-Aussichtsturm mit Start Flying Fox
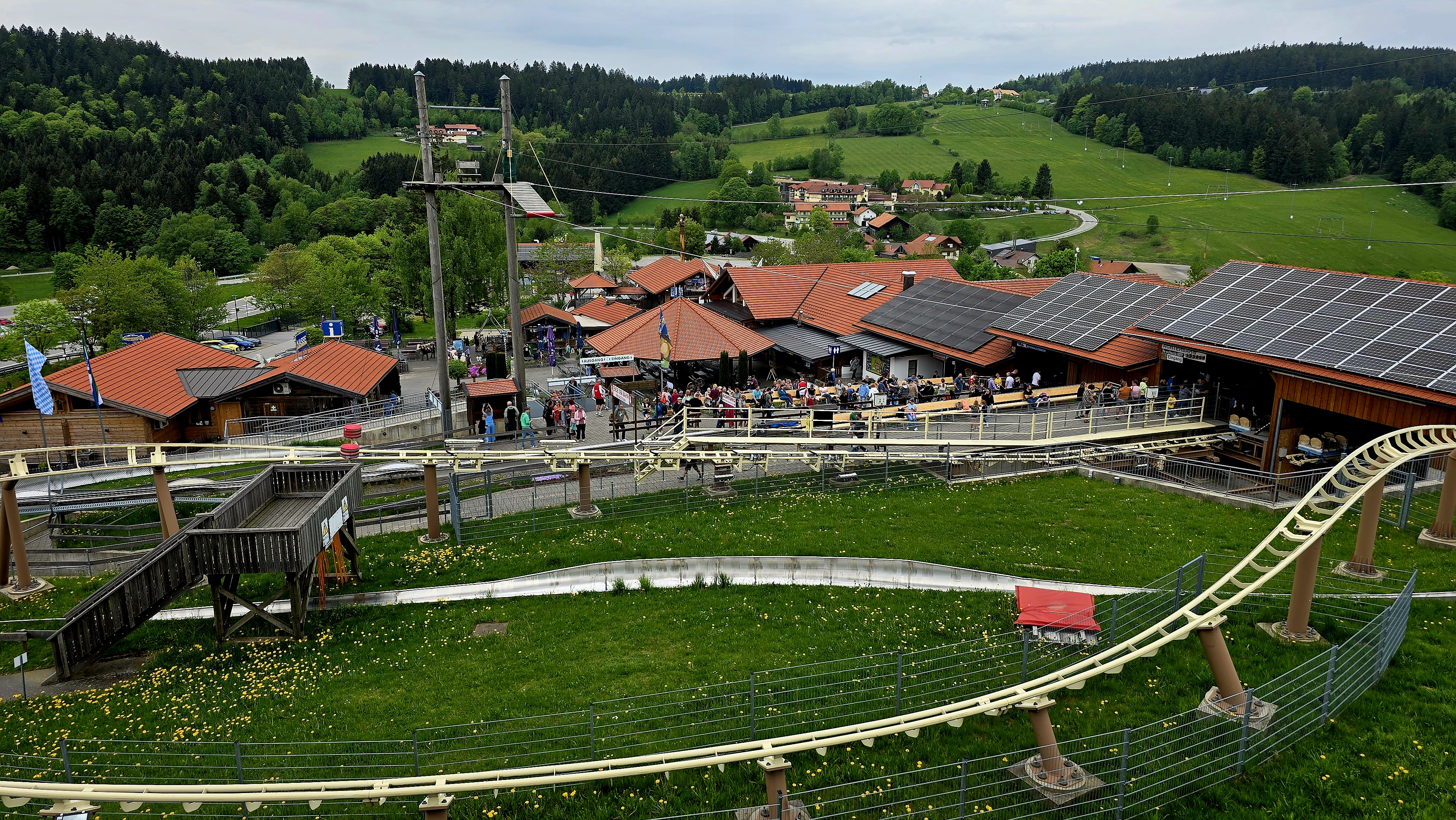
Rodel- und Freizeitparadies Sankt Englmar
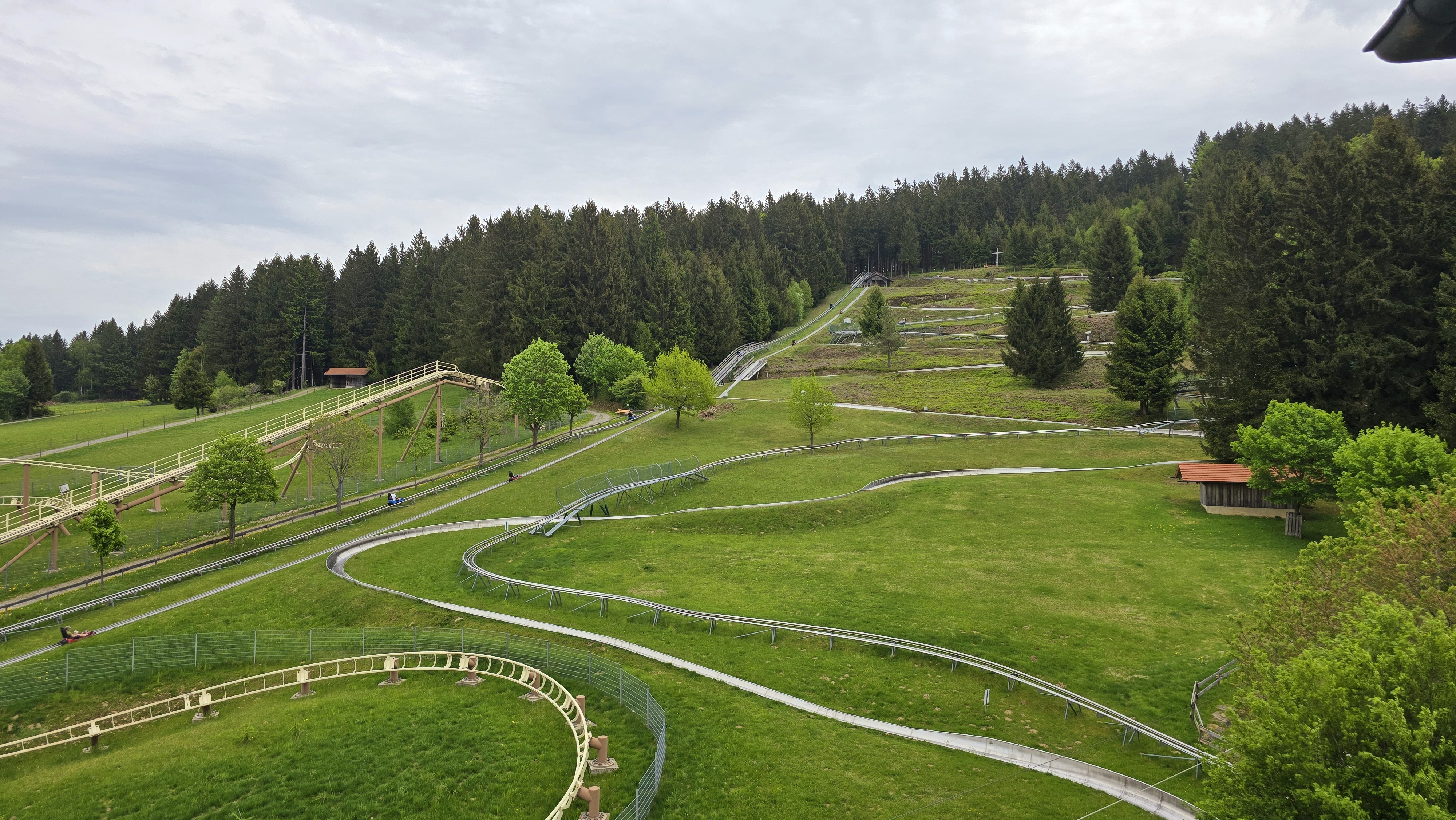
die "Rodelbahnen"

## Auszeichnungen
- 5. Platz (von 112) im Freizeitpark-Ranking 2019 von testberichte.de[8]
- Sonderpreis Aufsteiger des niederbayerischen Gründerpreises 2019[9]

## Umgebung
Der Waldwipfelweg Sankt Englmar–Maibrunn befindet sich in 1 km Entfernung.